# Збірна Люксембургу з футболу
Збі́рна Люксембургу з футбо́лу (люксемб. Lëtzebuergesch Foussballnationalequipe, фр. Équipe du Luxembourg de football, нім. Luxemburgische Fußballnationalmannschaft)  — національна збірна команда Люксембургу з футболу, якою керує Федерація футболу Люксембургу.

## Історія
Збірна Люксембургу досить давно грає. Свою першу гру збірна провела проти французів 29 жовтня 1911 року. Збірна Франції виграли з рахунком 4-1.

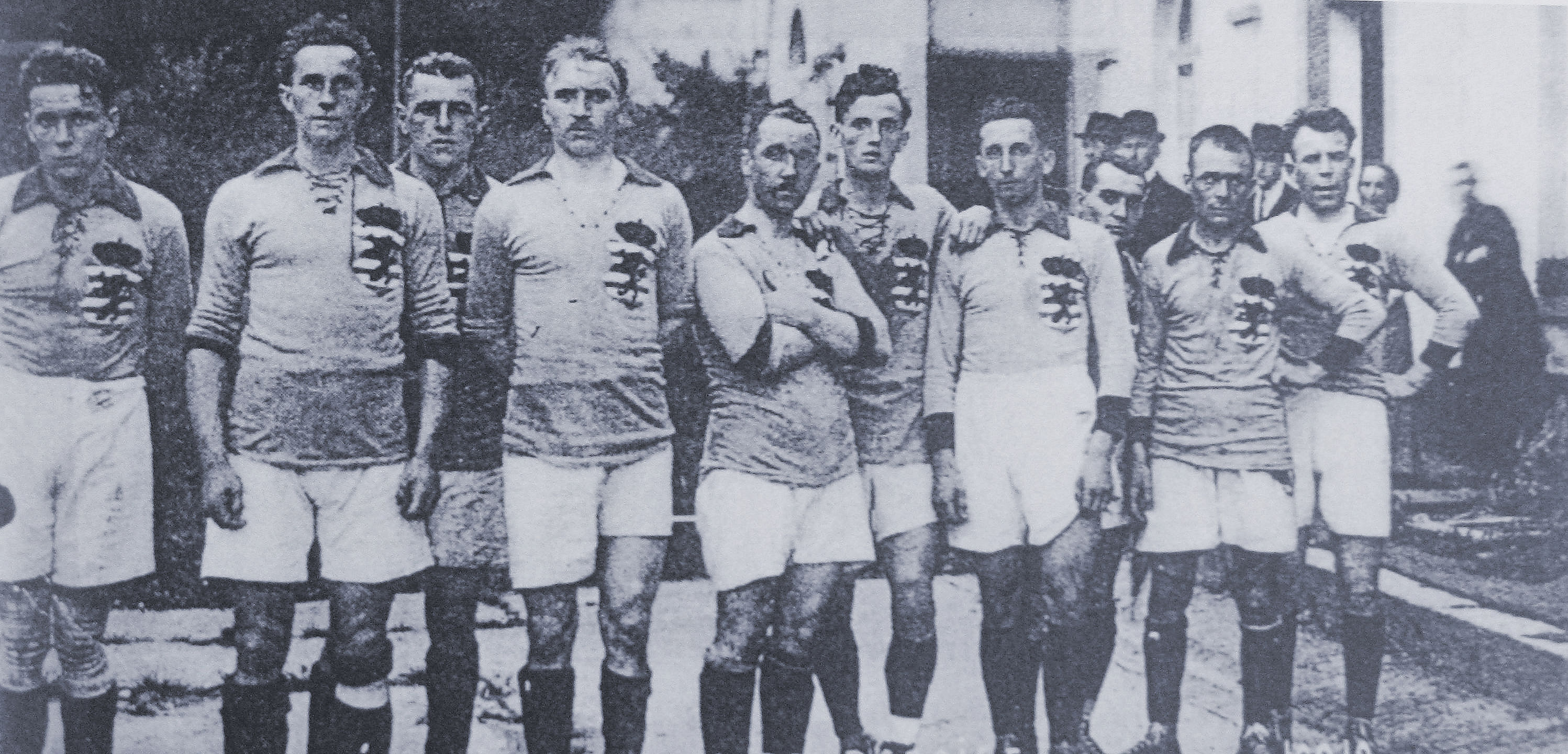
Збірна Люксембургу у 1920 році на Олімпійських іграх

Незважаючи на невдачі, збірна Люксембургу брала участь у футбольних турнірах Олімпійських ігор з 1920 по 1952 роки, причому на останньому вона сенсаційно вибила з турніру збірну Великої Британії з рахунком 5:3. У наступному турнірі вона у впертій боротьбі поступилася з рахунком 1:2 бразильцям.
З 1934 року збірна Люксембургу намагається потрапити на чемпіонат Світу, а з 1964 — на першість Європи. У тій кваліфікації до європейського турніру люксембуржці в 1/8 фіналу (тоді формат відбору був інший) здолала збірну Нідерландів, а в 1/4 поступилася данцям.
Свою найбільшу перемогу люксембуржці здобули 26 липня 1948 року в Лондоні, здолавши збірну Афганістану 6-0. А найбільше свою поразку, точніше поразки — їх дві, збірна Люксембургу зазнала 19 жовтня 1960 і 15 грудня 1982 року. Обидва рази з рахунком 9-0. І обидва рази в ролі кривдників виступили англійці.
Відносний розквіт збірної припав на першу половину 1960-х років. Тоді збірна з такими футболістами, як Луї Піло, Аді Шміт і Камілл Диммер, що виступали в клубах чемпіонатів Бельгії та Франції, команда зуміла сенсаційно обіграти з рахунком 4:2 збірну Португалії, побудовану на базі лісабонської «Бенфіки», новоспеченого переможця Кубка Чемпіонів, у відбірковій групі чемпіонату Світу 1962 року. Також цей матч став дебютним у збірній для зірки Еусебіу.
У відбірковому циклі до ЧС-2010 збірна Люксембургу здобула перемогу над збірної Швейцарії з рахунком 2-1, яка в тому відборі зайняла перше місце в групі.
Наразі команда жодного разу не кваліфікувалась на чемпіонати Європи чи світу.

## Статистика

### Кубок Світу
- 1930 — не брала участі
- 1934 — 2022 — не пройшла кваліфікацію

### Чемпіонат Європи
- 1960 — не брала участі
- 1964 — не пройшла кваліфікацію (вибула у чвертьфіналі — останньому етапі кваліфікації в той час)
- 1968 — 2024 — не пройшла кваліфікацію

### Ліга націй УЄФА
| Ліга націй УЄФА | Ліга націй УЄФА | Ліга націй УЄФА | Ліга націй УЄФА | Ліга націй УЄФА | Ліга націй УЄФА | Ліга націй УЄФА | Ліга націй УЄФА | Ліга націй УЄФА | Ліга націй УЄФА | Ліга націй УЄФА |
| Рік             | Ліга            | Група           | І               | В               | Н               | П               | М+              | М-              | П/П             | Рей             |
| --------------- | --------------- | --------------- | --------------- | --------------- | --------------- | --------------- | --------------- | --------------- | --------------- | --------------- |
| 2018—19         | D               | 2               | 6               | 3               | 1               | 2               | 11              | 4               |                 | 44-е            |
| 2020—21         | C               | 1               | 6               | 3               | 1               | 2               | 7               | 5               | ▬               | 39-е            |
| 2022—23         | C               | 1               | 6               | 3               | 2               | 1               | 9               | 7               | ▬               | 37-е            |
| 2024—25         | C               | Буде визначено  | Буде визначено  | Буде визначено  | Буде визначено  | Буде визначено  | Буде визначено  | Буде визначено  | Буде визначено  | Буде визначено  |
| Усього          | Усього          | Усього          | 18              | 9               | 4               | 5               | 27              | 16              |                 |                 |

## Гравці збірної

### Поточний склад
Наведені нижче гравці включалися до заявки збірної на ігри Ліги націй проти Білорусі і Молдови 15 і 18 листопада 2018 року відповідно.
Кількість ігор і голів за збірну наведені станом на 19 листопада 2018 року. 
| № | Поз. | Гравець                   | Дата народження (вік)        | Ігри | Голи | Клуб                  |
| - | ---- | ------------------------- | ---------------------------- | ---- | ---- | --------------------- |
|   | ВР   | Тім Кіпс                  | 1 листопада 2000 (24 роки)   | 0    | 0    | «Магдебург»           |
|   | ВР   | Ентоні Моріс              | 29 квітня 1990 (34 роки)     | 17   | 0    | «Віртон»              |
|   | ВР   | Ральф Шон                 | 20 січня 1990 (35 років)     | 8    | 0    | «УНА Штрассен»        |
|   |      |                           |                              |      |      |                       |
|   | ЗХ   | Дірк Карлсон              | 1 квітня 1998 (26 років)     | 13   | 0    | «Грассгоппер»         |
|   | ЗХ   | Максім Шано               | 21 листопада 1989 (35 років) | 31   | 3    | «Нью-Йорк Сіті»       |
|   | ЗХ   | Тім Галл                  | 15 травня 1997 (27 років)    | 1    | 0    | «Прогрес»             |
|   | ЗХ   | Матіас Єніш               | 27 серпня 1990 (34 роки)     | 59   | 1    | «Діфферданж 03»       |
|   | ЗХ   | Лоран Янс (капітан)       | 5 серпня 1992 (32 роки)      | 53   | 0    | «Мец»                 |
|   | ЗХ   | Енес Махмутович           | 22 травня 1997 (27 років)    | 10   | 0    | «Йовіл Таун»          |
|   | ЗХ   | Крістофер Мартінш Перейра | 19 лютого 1997 (28 років)    | 33   | 1    | «Труа»                |
|   | ЗХ   | Кріс Філіппс              | 8 березня 1994 (31 рік)      | 51   | 0    | «Легія»               |
|   |      |                           |                              |      |      |                       |
|   | ПЗ   | Леандру Баррейру          | 3 січня 2000 (25 років)      | 6    | 0    | «Майнц 05»            |
|   | ПЗ   | Флоріан Бонерт            | 9 листопада 1997 (27 років)  | 13   | 1    | «Шальке 04»           |
|   | ПЗ   | Ларс Жерсон               | 5 лютого 1990 (35 років)     | 66   | 4    | «Норрчепінг»          |
|   | ПЗ   | Маріо Мутш                | 3 вересня 1984 (40 років)    | 100  | 4    | «Прогрес»             |
|   | ПЗ   | Данел Сінані              | 5 квітня 1997 (27 років)     | 12   | 3    | «Ф91 Дюделанж»        |
|   | ПЗ   | Алдін Скендерович         | 28 червня 1997 (27 років)    | 9    | 0    | «Ельверсберг»         |
|   | ПЗ   | Олів'є Тіль               | 17 грудня 1996 (28 років)    | 12   | 2    | «Уфа»                 |
|   | ПЗ   | Венсан Тіль               | 4 лютого 2000 (25 років)     | 18   | 2    | «По»                  |
|   |      |                           |                              |      |      |                       |
|   | НП   | Стефано Бенсі             | 11 серпня 1988 (36 років)    | 44   | 5    | «Фола»                |
|   | НП   | Даніель да Мота           | 11 вересня 1985 (39 років)   | 92   | 7    | «Расінг» (Люксембург) |
|   | НП   | Моріс Девіль              | 31 липня 1992 (32 роки)      | 37   | 3    | «Вальдгоф»            |
|   | НП   | Орельєн Жоакім            | 10 серпня 1986 (38 років)    | 78   | 15   | «Віртон»              |
|   | НП   | Давід Турпель             | 19 жовтня 1992 (32 роки)     | 42   | 3    | «Ф91 Дюделанж»        |

### Відомі футболісти минулого
- Луї Піло (1959–1977)
- Віктор Нюренберг (1951–1964)